# WatZatSong
WatZatSong (estilizado como WatZat♫Song?) es un sitio web de identificación musical y redes sociales estadounidense y francés creado por los programadores y cofundadores franceses Raphaël Arbuz y Thibault Vanhulle en 2006.

## General
El sitio web permite a los usuarios cargar archivos .mp3, .aac, .wav, .m4a y .ogg aplicables, pero solo puedes publicar 30 segundo de la pista de audio. Un usuario puede cargar estos archivos en el sitio web si ha iniciado sesión, y otros usuarios pueden comentar y recomendar ciertos videos o músicos de YouTube. Tanto la persona que subió el video como otros usuarios pueden especular sobre si una determinada propuesta es la canción o el artista legítimo en una sección de Propuestas debajo de la información de la publicación al darle me gusta o no a la propuesta. Una vez que se resuelva la publicación, aparecerá una barra de búsqueda sobre la publicación, lo que permitirá a los usuarios escuchar la canción completa resuelta. La publicación permanecerá abierta a discusión a menos que la persona que la subió la publicación elimine.

## Historia
Los usuarios tienen la opción de comprar un pase Premium en el sitio web antes de cargar su publicación, lo que permite que su carga aparezca en la página principal. Premium se aplica a publicaciones individuales y se puede comprar repetidamente para diferentes cargas que publica el usuario.
El concepto de sitios web fue propuesto en 2005 por Raphaël Arbuz y Thibault Vanhulle, después de descubrir un interés en los concursos de música en línea. Mientras hacían un cuestionario, ambos escucharon una canción que no recordaban haber recordado. Vanhulle concibió la idea de crear un sitio web donde se pudiera tararear una melodía y se descubriera la información de las canciones. Arbuz siguió con la idea, y comenzaron la codificación y producción temprana del sitio web en 2005-2006. También se unieron a uno de los compañeros de clase de Arbuz, Erez Abittan, quien también sería colaborador del sitio web.
Durante el desarrollo del sitio web, Arbuz notó que el aspecto más desafiante fue crear un applet de Java para un sistema de grabación de audio. Ni Arbuz ni Vanhulle adquirieron un servidor Flash de Adobe, lo que complicó el desarrollo de la creación de un software de grabación funcional, excluyendo el uso de Adobe Flash; que lleva tecnologías más fáciles en la creación de un sistema de grabación. 

### Canciones perdidas
WatZatSong se publicó posteriormente en 2006 tras la creación de un sistema de grabación en funcionamiento. El sitio web no comenzaría a llamar la atención hasta la década de 2010, cuando los entusiastas de la música se congregaron en la plataforma para identificar y escuchar canciones elusivas compartidas por los usuarios, uno de los ejemplos más populares, The Most Mysterious Song on the Internet, fue uno de los principales contribuyentes a la popularidad del sitio durante la década de 2010. La mayoría de las visitas al sitio web todavía son atribuidas por entusiastas de la música, y debido a esto, WatZatSong.com promedia 800,000 visitas mensuales y ocupa una posición notable como el sitio # 1,336 más visitado en la categoría de música a partir de 2024. 
En 2018, BIG MAGE EOOD, publicó una aplicación móvil para WatZatSong. La aplicación sigue la misma premisa que el sitio web principal, aunque con cambios importantes en el diseño. La aplicación se actualizó por última vez en 2021. 
A lo largo de la historia de WatZatSong, el sitio web se ha convertido en un punto de acceso para los medios perdidos, sobre todo lostwaves, canciones sin información coherente. Un ejemplo notable es Ulterior Motives (Everyone Knows That), una canción subida al sitio web en 2021 por un usuario llamado carl92, del cual se supo más tarde que la canción era One-Truth's lead of Christopher Saint Booth de una película pornográfica llamada Angels of Passion de 1986. 